# Song Suk-woo
Song Suk-woo (kor. 송석우; * 1. März 1983) ist ein südkoreanischer Shorttracker und Olympiasieger.

## Leben
Song gewann 2003 bei den Winter-Asienspielen in Aomori Gold über 3000 m und mit der Staffel sowie Bronze über 500 m. Bei den Weltmeisterschaften 2003 in Warschau gewann er eine Silber- und drei Bronzemedaillen. Im selben Jahr gewann er mit dem Team in Sofia Silber, wobei er 2004 in Sankt Petersburg und 2006 in Montreal mit dem Team Gold gewinnen konnte. Bei den Weltmeisterschaften 2004 in Göteborg wurde er über 500 m Weltmeister und mit der Staffel. Zudem gewann er Silber im Mehrkampf und über 3000 m und errang Bronze über 1500 m. Er gewann bei den Olympischen Winterspielen 2006 in Turin mit der Staffel über 5000 m zusammen mit Ahn Hyun-soo, Lee Ho-suk, Seo Ho-jin und Oh Se-jong eine Goldmedaille.

## Ehrungen
- 2008: Men’s Team Award bei den Asian Sports Awards[8]
- 2010: Medaille „Blue Dragon“ der Republik Korea.[2]